# Waldenburg (Basilea)
Waldenburg (hispanizado: Waldemburgo) es una comuna suiza del cantón de Basilea-Campiña, capital del distrito de Waldenburg. Limita al norte y al oeste con la comuna de Oberdorf, al este y sur con Langenbruck, al sur y suroeste con Mümliswil-Ramiswil (SO), y al oeste con Reigoldswil y Liedertswil.

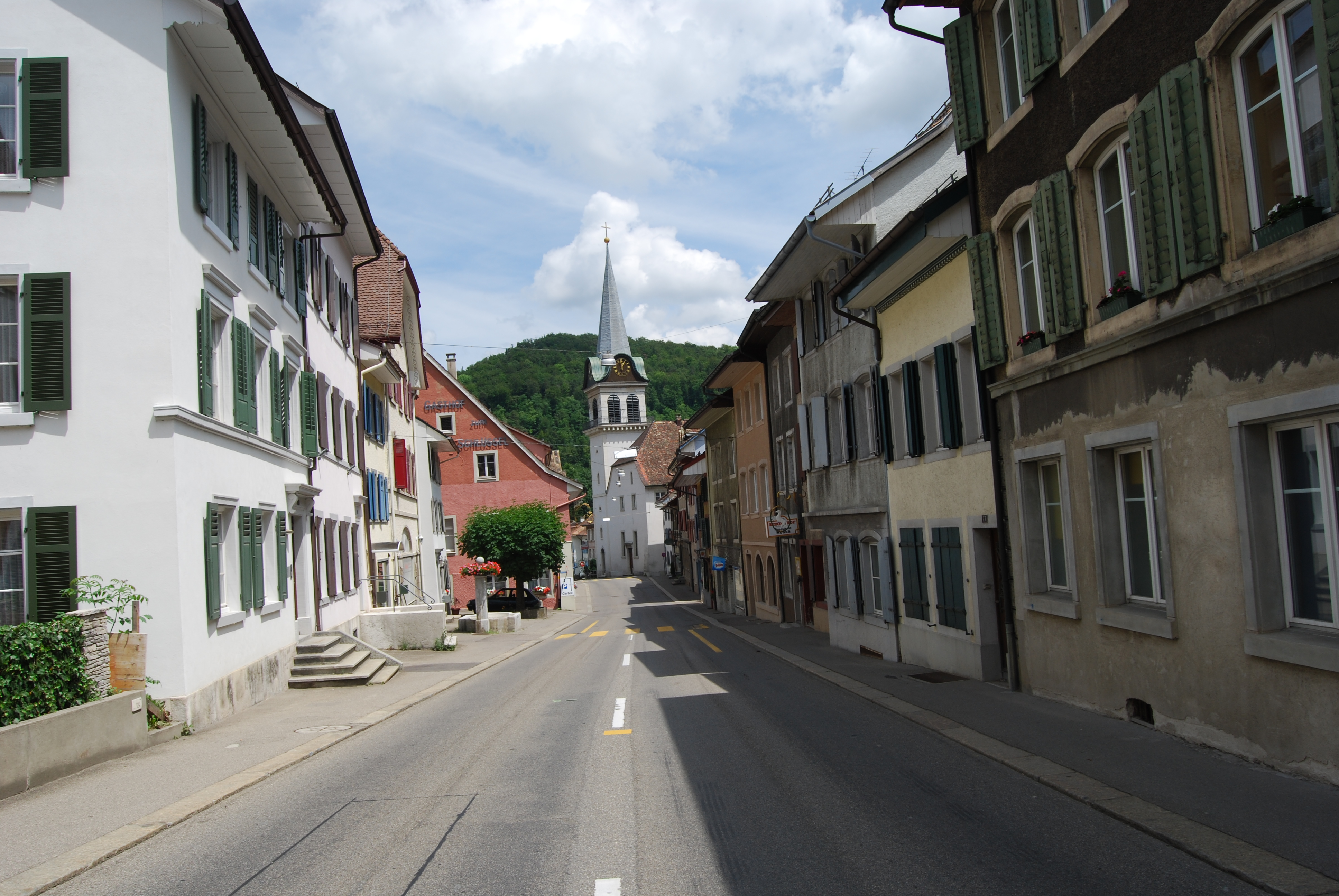
Waldenburg